# Анна Политковская
Анна Степа́новна Политковская е руска журналистка и защитник на човешките права, известна със своята критична позиция към политиката на президента Владимир Путин, както и със своите военни кореспонденции от Чечня и Северен Кавказ, които разказват как руските военни се държат с мирното население там. На 7 октомври 2006 г. тя е застреляна в асансьора пред апартамента, в който живее. Нейното убийство предизвиква силни реакции в цял свят. Според някои, то е по поръчка на руските власти.

## Биография

### Произход и образование
Анна Политковская е родена в Ню Йорк през 1958 г., където нейните родители, съветски украинци, са дипломати на ООН. Нейното моминско фамилно име е Мазепа. Следва журналистика в Московския държавен университет, завършва през 1980 г. и постъпва на работа във вестник Известия.

### Кариера
В периода 1994 -1999 г. е редактор на отдела за извънредни произшествия в „Общая газета“. От юни 1999 г. до 2006 г. тя пише карета в он-лайн вестника Новая газета и многократно посещава районите на военните действия и лагери на бежанци в Дагестан, Ингушетия и Чечня. През 2001 г. тя е принудена да отлети за Виена, след като е получила редица заплашителни имейли от офицера от ОМОН Сергей Лапин, заради свое разследване за изчезнал чеченец, арестуван и разпитван от него.
Политковская е автор на няколко отличени книги за войната в Чечня и режима на президента Путин, сред които „Путинова Русия“. Няколко пъти е участник в преговори за освобождаване на заложници, включително и в кризата Норд-Ост през октомври 2002 г., когато чеченски бунтовници взимат заложници в Московския театър. Политковская също е активен застъпник за правата на семействата на загиналите войници, прави разследвания на корупцията във военното министерство и в командването на руските федерални войски в Чечня.
В интервю пред британския вестник „Индипендънт“ тя разказва, че на 1 септември 2004 г., по време на кризата със заложниците в училището в Беслан, се е свързала с чеченските бунтовници и е успяла да ги склони да позволят на Аслан Масхадов, бившия чеченски президент и бунтовнически лидер, да отиде в Беслан и да убеди терористите да освободят взетите за заложници деца. След като се качва на самолета за Беслан, тя получава мистериозно травяне. Имайки предишен неприятен опит, тя отказва всякаква храна по пътя, но взима чай, защото е жадна. Тя изпада в силно неразположение, изгубва съзнание и не успява да стигне до училището в Беслан. Причината за нейното боледуване не е установена, според Комитета за защита на журналистите.
На конференция за свободата на пресата, организирана от Репортери без граници във Виена през декември 2005 г., Политковская казва: „Хората понякога плащат с живота си за това, което мислят. Дори някой може да бъде убит за това, че ме информира. Аз не съм единствената, която е заплашена. Имам доказателства за това.“
Дейността на Политковская е добре приета в Чечня, където тя често посещава болници и бежански лагери, за да интервюира ранени войници и пострадали от войната граждани.

#### Критика на Владимир Путин
В книгата си „Русия на Путин“ тя обяснява защо не го харесва:
За цинизм. За расизм. За бесконечную войну. За ложь. За газ в „Норд-Осте“. За трупы невинно убиенных, сопровождающие весь его первый срок. Трупы, которых могло и не быть.

### Награди
- 2001 г.: Награда на Руския съвет на журналистите (Prize of the Russian Union of Journalists)
- 2001 г.: Награда Журналистика на човешките права на Амнести Интернешънъл Англия (Amnesty International UK's Global Award for Human Rights Journalism)
- 2002 г.: Награда Свобода да пишем на ПЕН клуб САЩ (PEN USA Freedom to Write Award)
- 2003: Награда Писмо на Одисей за изкуство в репортажа (Lettre Ulysses Award for the Art of Reportage)
- 2003 г.: „Награда Херман Кестен“
- 2004 г.: Награда Улоф Палме (Olof Palme Prize) (споделена с Людмила Алексейева и Сергей Ковальов)
- 2005 г.: Награда „За свободата и бъдещето на медиите“
- 2007 г.: Награда за свобода на печата 2007 г. (посмъртно) (World Press Freedom Prize 2007) на ЮНЕСКО, за „смелите си репортажи, разкриващи действията на руските военни в Чечня“[2]

### Смърт
Политковская е намерена застреляна в събота, 7 октомври 2006 г., в асансьора на блока, в който живее, в центъра на Москва. Полицията съобщава, че до тялото ѝ са намерени пистолет „Макаров“ и четири гилзи. „Убиецът е стрелял в гърдите ѝ, след което е направил и втори изстрел в главата“, са пояснили разследващите органи. В хода на разследването става ясно, че в убийството на руската журналистка са замесени най-малко петима души.
Главният редактор на „Новая газета“ Дмитрий Муратов съобщава, че в деня на нейното убийство Политковская е планирала да публикува статия, описваща мъченията, които вероятно използва чеченската служба за сигурност, известна като Кадировци и която е лоялна на промосковския министър-председател Рамзан Кадиров. Ден след като Политковская е намерена мъртва, полицията конфискува нейния компютър и материалите от нейното разследване. Историята може да не бъде публикувана никога. В допълнение Муратов казва, че са изчезнали и две фотографии на мъчителите.
Прокурорът генерал Юрий Чайка лично наблюдава разследването. Негови представители съобщават, че смятат за основен мотив за убийството професионалната работа на Политковская. „Эхо Москвы“ съобщава, че милиардерът и депутат от Държавната дума Александър Лебедев, който през юни 2006 г. закупува 90 процента от „Новая газета“, е обявил награда в размер на 25 милиона рубли (малко под $1 млн.) за информация, водеща до разкриване на убийците.
Анна Политковская е погребана на 10 октомври в Троекуровското гробище в Москва. Присъстват повече от 1000 души, но не са забелязани официални лица. В същия ден се отслужва молебен в Руската църква „Свети Николай“ в София, организиран от Българското национално радио и Българската медийна коалиция, на която присъстват журналисти, депутати, представители на правителството, граждани.
През май 2008 г., след проведено разследване, руската прокуратура посочва за конкретен извършител на убийството Рустан Махмудов, който е обявен за международно издирване.

### Реакция
- Вашингтон. Държавният департамент разпространява документ, в който се казва, че САЩ са шокирани и дълбоко опечалени от жестокото убийство на независимата руска журналистка Анна Политковская, както и че призовава руското правителство да проведе незабавно и обстойно разследване на това престъпление.
- Герхард Шрьодер, бивш канцлер на Германия: „За съжаление политиците загиват твърде често, загиват и в други страни. Кой знае защо никой не опитва във всеки от тези случаи да обвинява правителството. Тук, в Русия, именно Путин служи за това да не се случват подобни събития.“[5]
- Михаил Горбачов, бившия съветски президент, който се обявява за популяризиране на демокрацията и прозрачността, заявява, че е притеснен от увеличаващата се липса на плурализъм в страната и демонстрира подкрепата си за вестник „Новая Газета“, като купува негови акции. Във връзка с убийството Горбачов казва пред руската агенция Интерфакс: „Това е жестоко престъпление срещу една сериозна и професионална журналистка и храбра жена.“ „Това е удар по цялата демократична и независима преса. Мрачно престъпление срещу страната, срещу всички нас.“
- В своя публикация в Globalrus.ru Архив на оригинала от 2012-11-13 в Wayback Machine., Александър Майоров отбелязва, че убийството на Политковская, което съвпада с рождения ден на Путин, е силно неблагоприятно за руските власти. Той предвижда, че западните медии ще използват възможността да обвинят Москва за смъртта на повечето известни фигури от руските антикремълски медии.
- Аби Райт, говорител на Комитета за защита на журналистите, казва: „Тя беше неустрашима и смела журналистка, която непрекъснато рискуваше живота си, за да предава новините от този район. Това е унищожителен развой за журналистиката в Русия.“
- „Убийството на Анна Политковская е атака над демокрацията“, се посочва в комюнике на председателя на Парламентарната асамблея на Съвета на Европа (ПАСЕ) Рене ван дер Линден. „Свободата на журналистите е един от стълбовете на демокрацията и затова нападението срещу журналисти е атака срещу демокрацията“.[6]
- Москва. На 8 октомври стотици хора и журналисти излизат в центъра на Москва, за да протестират срещу убийството на журналистката и срещу кампанията на руските власти против грузинците. Руското либерално радио Эхо Москвы описва демонстрацията, „като най-голямата протестна манифестация на опозицията, провеждана напоследък в Москва“.[7]
- Хелзинки. На 8 октомври демонстрация в памет на Анна Политковская се провежда пред посолството на Русия в Хелзинки, Финландия, като в нея взимат участие над хиляда души. Мероприятието е организирано от Международния ПЕН клуб. Демонстриращите настояват за подробно разследване на убийството.
- На 8 октомври съсобственикът на руския вестник „Новая газета“ и депутат от Държавната дума Александър Лебедев обявява награда от 25 млн. рубли (близо 1 млн. долара) за информация за изпълнителите и поръчителите на убийството на журналистката Анна Политковская.[8]
- На 10 октомври на двухилядна демонстрация в Дрезден, Германия руският президент Путин е наречен „убиец“, докато е на посещение при канцлера Ангела Меркел.[9][10]

## Книги
- Една мръсна война: Един руски репортер в Чечня (2003)
- Русия на Путин (2004)
- Руски дневник (2007)